# 班布尔县
班布尔县 (波斯語：‎)是一座县 (伊朗)，位于伊朗的錫斯坦－俾路支斯坦省。是班布爾的所在地。根据2006年的人口普查，全县人口为47360，有9148个家庭。班布爾是全县唯一的城市。